# Dlamini III
Dlamini III (còn được biết đến là Ladzandzukane và Sidvwaba Silutfuli) là một vị vua hay tiNgwenyama của người Swazi, trị vì khoảng từ năm 1720 đến năm 1744. Ông là cha của Ngwane III, vị vua hiện đại đầu tiên của Swaziland. Dlamini được con trai Ngwane III kế vị cùng với Nữ hoàng LaYaka Ndwandwe.
Con trai của Dlamini, Ngwane III, tiếp quản quyền lãnh đạo và thành lập các khu định cư Swazi ở phía nam sông Pongola và khi bị buộc phải từ bỏ chúng, ông đã chuyển những người theo ông qua lại và định cư ở bờ bắc của nó. Điều này đánh dấu sự thành lập của Swaziland hiện đại, và thủ đô đầu tiên tại Zombodze được thành lập không lâu sau khi ông lên ngôi. Anh em của Ngwane, Ndlela và hai người chú Shabalala và Mabuza đã định cư gần đó.